# Last Days (film)
Last Days is een Amerikaanse film uit 2005 geregisseerd door Gus Van Sant. De hoofdrollen worden vertolkt door Michael Pitt en Lukas Haas. Het verhaal van het hoofdpersonage is gebaseerd op het leven van Nirvana-zanger Kurt Cobain.

## Verhaal
Blake is een introverte rockstar. Hij isoleert zich van de buitenwereld en sluit zich op in zijn plattelandshuis. Zijn zogenaamde vrienden, manager en platenlabel zijn op zoek naar hem maar hij vermijdt elk contact. Hij wacht op zijn einde, om bevrijd te worden van zijn nepvrienden en van de verplichtingen van het leven.

## Rolverdeling
- Michael Pitt - Blake
- Lukas Haas - Luke
- Asia Argento - Asia
- Scott Patrick Green - Scott
- Nicole Vicius - Nicole
- Ricky Jay - Detective
- Ryan Orion - Donovan
- Harmony Korine - Man in de club
- Rodrigo Lopresti - Band in de club
- Kim Gordon - Platenbaas

## Prijzen en nominaties
- 2005 - Filmfestival van Cannes
  - Genomineerd: Gouden Palm
  - Gewonnen: Technical Grand Prize
- 2006 - Golden Trailer
  - Genomineerd: Beste onafhankelijke film
- 2006 - Independent Spirit Award
  - Genomineerd: Beste cinematograaf (Harris Savides)